# Diocesi di Nebbio
La diocesi di Nebbio (in latino: Dioecesis Nebiensis) è una sede soppressa e sede titolare della Chiesa cattolica.

## Territorio
La diocesi era situata nell'attuale dipartimento francese dell'Alta Corsica. Dopo Accia era la più piccola diocesi dell'isola e comprendeva solo 7 pievi attorno al golfo di San Fiorenzo: Olmetta, Oletta, Farinole, San Pietro, San Quilico, San Fiorenzo e Patrimonio.
Sede vescovile fu inizialmente la città di Nebbio, nei pressi di San Fiorenzo, in seguito caduta in rovina. Qui fungeva da cattedrale la chiesa di Santa Maria Assunta.
Nel 1612 la diocesi contava 23 parrocchie.

## Storia
La diocesi fu eretta nel V secolo. Risale all'VIII-IX secolo l'edificazione della cattedrale. Non si conoscono tuttavia nomi di vescovi prima dell'XI secolo.
Fino all'XI secolo, come tutte le diocesi corse, Nebbio era immediatamente soggetta alla Santa Sede. Nel 1092 entrò a far parte della provincia ecclesiastica dell'arcidiocesi di Pisa. Il 19 marzo 1133 passò alla metropolia di Genova con la bolla Iustus Dominus di papa Innocenzo II.
Nel XV secolo la sede fu trasferita dai genovesi nella vicina cittadina di San Fiorenzo.
Il 14 marzo 1770, con il breve Cum insula Corsica, papa Clemente XIV concesse a re Luigi XV di Francia il diritto di nomina dei vescovi corsi, riservadosi tuttavia gli antichi diritti spirituali e temporali di cui la Santa Sede godeva da tempo immemorabile sull'isola, in particolare quello di consacrare i nuovi vescovi.
La diocesi fu soppressa in seguito al concordato con la bolla Qui Christi Domini di papa Pio VII del 29 novembre 1801 e il suo territorio fu incorporato in quello della diocesi di Ajaccio.
Dal 2006 Nebbio è annoverata tra le sedi vescovili titolari della Chiesa cattolica; dal 1º aprile 2006 l'arcivescovo, titolo personale, titolare è Francisco Montecillo Padilla, nunzio apostolico in Guatemala.

## Cronotassi dei vescovi
- Landolfo I † (menzionato tra il 1050 e il 1080)[6]
- Guglielmo I † (prima del 1118 - dopo il 1124)[6]
- Landolfo II † (menzionato nel 1138)
- Guglielmo II † (menzionato nel 1145)
- Landolfo III † (prima del 1150/1160 - dopo il 1176)[6]
- Fiorenzo †
- Corrado †
- Rolando † (1209 - ? dimesso)
- Giovanni I † (menzionato nel 1237)[6]
- Giovanni II (Fisico) † (prima del 1285 - 1311 dimesso)[6]
- Percevallo, O.F.M. † (13 giugno 1312 - 1331 dimesso)
- Raffaele Spinola, O.F.M. † (13 aprile 1332 - dopo il 1347 deceduto)[6]
- Giuliano, O.F.M. † (20 giugno 1357 - 3 luglio 1363 nominato vescovo di Acerno)
- Pietro Raimondi, O.Carm. † (21 luglio 1363 - 10 aprile 1364 nominato vescovo di Mariana)
- Raffaele di Cancello, O.P. † (10 aprile 1364 - dopo il 1381)
- Tommaso † (1386 - 1392 deceduto)
- Pietro † (15 luglio 1392 - ? deceduto)
- Antonio Surraca † (22 giugno 1414 - 20 marzo 1415 nominato vescovo di Acerno)
  - Pietro Stefaneschi (o Annibaldi) † (20 marzo 1415 - 30 ottobre 1417 deceduto) (amministratore apostolico)
- Antonio da Cascia, O.F.M. † (23 febbraio 1418 - 1431 deceduto)
- Francesco de Perfetti † (19 marzo 1432 - ? deceduto)
- Oberto Pinelli † (9 febbraio 1463 - ? deceduto)
- Giovanni Battista Saluzzi † (22 marzo 1480 - 4 settembre 1514 deceduto)
- Agostino Giustiniani, O.P. † (22 settembre 1514 - 1536 deceduto)
  - Girolamo Doria † (15 novembre 1536 - 1538 dimesso) (amministratore apostolico)
- Andrea Grimaldi † (28 giugno 1538 - 1558 deceduto)
- Filippo de Arighetti, O.F.M. † (16 dicembre 1558 - 1572 deceduto)
- Adriano Vincenzi † (23 febbraio 1573 - novembre 1573 deceduto)
- Guglielmo Rodano † (16 dicembre 1573 - circa 4 luglio 1573 deceduto)
- Cesare Contardo † (27 agosto 1574 - 16 aprile 1578 nominato vescovo di Sagona)
- Marcantonio Montefiori † (16 aprile 1578 - 10 dicembre 1578 deceduto)
- Giovanni Battista Baldi † (30 gennaio 1579 - 1598 deceduto)
- Andrea Scribani † (6 marzo 1591 - 1596 deceduto)
- Giacomo Rusconi † (12 febbraio 1601 - 1611 deceduto)
- Giuliano Castagnola † (19 novembre 1612 - 27 novembre 1620 deceduto)
- Giovanni Mascardi † (19 aprile 1621 - 1646 deceduto)
- Vincenzo Saporiti † (3 dicembre 1646 - 1663 deceduto)
- Camillo de Mari, C.R.S. † (23 giugno 1664 - luglio 1671 deceduto)
- Giovanni Geronimo Doria, C.R.S. † (16 novembre 1671 - dicembre 1703 deceduto)
  - Sede vacante (1703-1709)
- Tommaso Giustiniani, C.R.M. † (22 luglio 1709 - aprile 1713 deceduto)
- Nicolao Gaetano Aprosio, C.R. † (11 dicembre 1713 - dicembre 1730 deceduto)
- Giambattista Curli † (5 marzo 1733 - 26 maggio 1741 dimesso)
- Romualdo Massei † (29 maggio 1741 - 1763 deceduto)
- Matteo Guasco, O.F.M.Obs. † (6 agosto 1770 - 8 marzo 1773 nominato vescovo di Sagona)
- Francesco Cittadella † (15 marzo 1773 - 29 maggio 1775 nominato vescovo di Accia e Mariana)
- Domenico Maria Santini † (15 luglio 1776 - 29 novembre 1801 dimesso)

## Cronotassi dei vescovi titolari
- Francisco Montecillo Padilla, dal 1º aprile 2006